# Val-de-Virieu
Ne doit pas être confondu avec Val de Virieu.
Val-de-Virieu est une commune nouvelle française résultant de la fusion — au 1er janvier 2019 — des communes de Virieu et Panissage, située dans le département de l'Isère, en région Auvergne-Rhône-Alpes.
Située dans la région naturelle des Terres froides, au cœur du val de Virieu drainé par la Bourbre, la commune est adhérente à la communauté de communes Les Vals du Dauphiné dont le siège est à La Tour-du-Pin. Val-de-Virieu compte un monument historique, le château de Virieu situé sur une hauteur dominant la vallée.

## Géographie

### Situation et description
Le commune nouvelle qui regroupe deux anciennes communes autour de la petite agglomération de Virieu est située dans le secteur du Nord-Isère, correspondant administrativement à l'arrondissement de La Tour-du-Pin et son centre géographique se positionne non loin du carrefour de la RD 73 et de la RD 17, à 47 km de Grenoble et à 75 km de Lyon.
L'ancienne commune de Virieu qui correspond au secteur le plus peuplé présente le noyau urbain d'un ensemble qui reste en grande partie rural avec de nombreuses zones agricoles et boisées connues sous l'appellation des Terres froides qui comprend notamment la haute vallée de la Bourbre.

### Hydrographie
La Bourbre
Le territoire de la commune est traversé par la Bourbre, affluent direct en rive gauche du Rhône et d'une longueur de 72,2 km qui emprunte ici le val de Virieu.

### Climat
Pour des articles plus généraux, voir Climat d'Auvergne-Rhône-Alpes et Climat de l'Isère.
En 2010, le climat de la commune est de type climat des marges montargnardes, selon une étude du Centre national de la recherche scientifique s'appuyant sur une série de données couvrant la période 1971-2000. En 2020, Météo-France publie une typologie des climats de la France métropolitaine dans laquelle la commune est exposée à un climat de montagne ou de marges de montagne et est dans la région climatique Alpes du nord, caractérisée par une pluviométrie annuelle de 1 200 à 1 500 mm, irrégulièrement répartie en été.
Pour la période 1971-2000, la température annuelle moyenne est de 10,9 °C, avec une amplitude thermique annuelle de 17,6 °C. Le cumul annuel moyen de précipitations est de 1 249 mm, avec 9,8 jours de précipitations en janvier et 7,2 jours en juillet. Pour la période 1991-2020, la température moyenne annuelle observée sur la station météorologique de Météo-France la plus proche, « Pont-de-Beauvoisin », sur la commune du Pont-de-Beauvoisin à 16 km à vol d'oiseau, est de 11,8 °C et le cumul annuel moyen de précipitations est de 1 166,3 mm,. Pour l'avenir, les paramètres climatiques de la commune estimés pour 2050 selon différents scénarios d'émission de gaz à effet de serre sont consultables sur un site dédié publié par Météo-France en novembre 2022.

### Voies de communication
Le territoire communal est également traversé par deux routes départementales :
- La RD 73 qui relie la commune des Abrets en Dauphiné à celle de Beaurepaire (Isère)
- La RD 17 qui relie la commune de Val-de-Virieu à celle de La Tour-du-Pin

### Transports
La gare de Virieu-sur-Bourbre se trouve sur la ligne de Lyon-Perrache à Marseille-Saint-Charles (via Grenoble) et elle est desservie par les trains TER Auvergne-Rhône-Alpes.

## Urbanisme

### Typologie
Au 1er janvier 2024, Val-de-Virieu est catégorisée bourg rural, selon la nouvelle grille communale de densité à sept niveaux définie par l'Insee en 2022.
Elle est située hors unité urbaine et hors attraction des villes,.

### Risques naturels et technologiques majeurs

#### Risques sismiques
L'ensemble du territoire de la commune de Val-de-Virieu est situé en zone de sismicité n°3, comme la plupart des communes de son secteur géographique, mais non loin de la zone n°4, située plus à l'est.
| Type de zone | Niveau            | Définitions (bâtiment à risque normal) |
| ------------ | ----------------- | -------------------------------------- |
| Zone 3       | Sismicité modérée | accélération = 1,1 m/s2                |

## Histoire
Pour la période précédant la fusion, Il convient de se reporter aux articles consacrés aux anciennes communes concernées.

### Création de la commune nouvelle
La commune est créée au 1er janvier 2019 par un arrêté préfectoral du 11 octobre 2018.

## Politique et administration

### Administration municipale
En 2019, le conseil municipal est composé de vingt membres (onze hommes et neuf femmes) dont un maire, un maire délégué, cinq adjoints au maire, trois conseillers délégués et dix conseillers municipaux.

### Liste des maires
| Période | Période  | Identité       | Étiquette | Qualité                   |
| ------- | -------- | -------------- | --------- | ------------------------- |
| 2019    | 2020     | Daniel Rabatel |           | Ancien maire de Panissage |
| 2020    | En cours | Michel Morel   |           |                           |

## Population et société

### Démographie
| Nom            | Code Insee | Intercommunalité        | Superficie (km2) | Population (dernière pop. légale) | Densité (hab./km2) |
| -------------- | ---------- | ----------------------- | ---------------- | --------------------------------- | ------------------ |
| Virieu (siège) | 38560      | CC Les Vals du Dauphiné | 11,38            | 1 111 (2016)                      | 98                 |
| Panissage      | 38293      | CC Les Vals du Dauphiné | 4,88             | 447 (2016)                        | 92                 |

### Enseignement
La commune est située dans l'académie de Grenoble.

### Médias
Historiquement, le quotidien à grand tirage Le Dauphiné libéré consacre, chaque jour, y compris le dimanche, dans son édition du Nord-Isère, un ou plusieurs articles à l'actualité du village et de ses environs, ainsi que des informations sur les éventuelles manifestations locales, les travaux routiers, et autres événements divers à caractère local.
La commune est située sur l'aire de diffusion de radio Ici Isère, une radio publique qui émet sur tout le territoire du département de l'Isère.

### Cultes
La communauté catholique et les églises de Val-de-Virieu (propriété de la commune) dépendent de la paroisse Sainte-Anne qui est, elle-même, rattachée au diocèse de Grenoble-Vienne.

## Culture locale et patrimoine

### Lieux et monuments

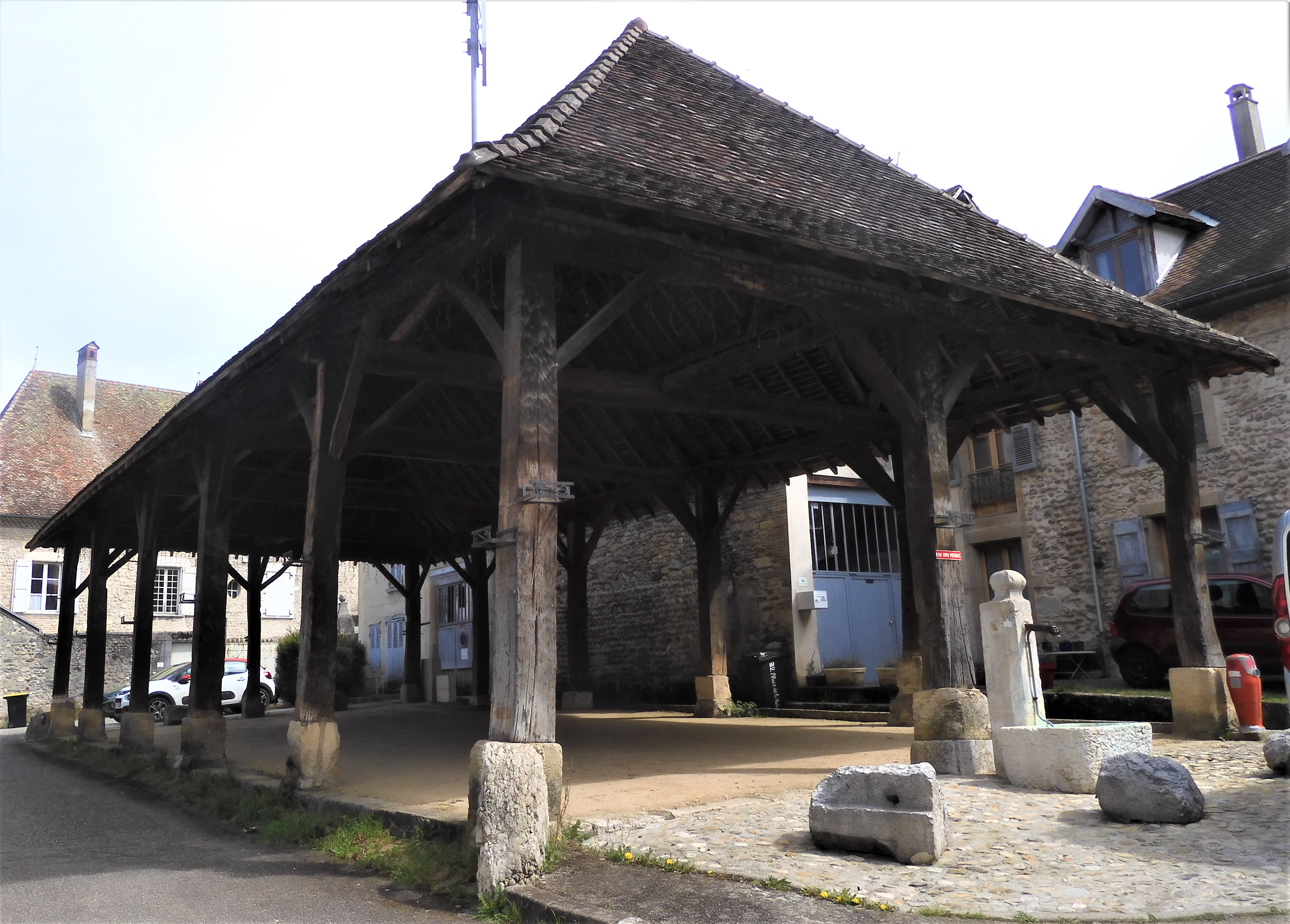
Halles de Virieu

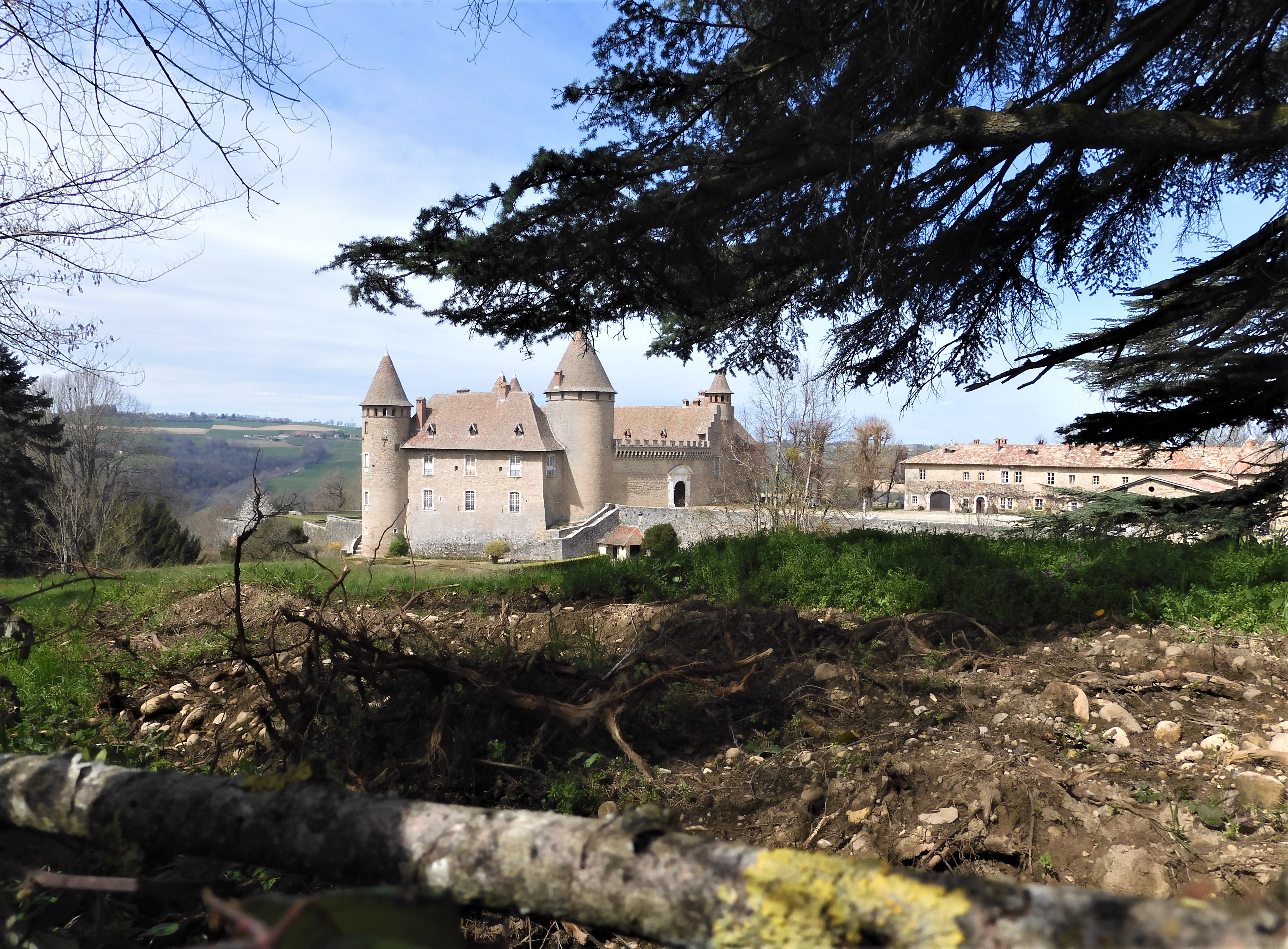
Château de Virieu en avril 2023

#### Centre-ville de Virieu
Le modeste centre du bourg de Virieu s'articule autour d'une Halles créée au XVe siècle et reconstruites en 1815 après son effondrement. Elle est entourée de demeures relativement anciennes dont une présente une vieilles porte en bois entièrement cloutée. La maison Apprin, un marchand drapier qui fut emprisonné durant la révolution française pour y avoir reçu des prêtres réfractaires afin qu'ils y célèbrent des offices clandestins, est située en face de l’église.

#### Château de Virieu
Le château de Virieu  Inscrit MH ( 1965 ,  1990 ), fondé en 1010, par Wilfrid de Virieu. Originellement une maison forte, elle fut agrandie tout au long des sept siècles suivants. Aujourd'hui, ce château d'aspect médiéval est mis en valeur par des jardins à la française inscrits. Le monument est un site privé, ouvert à la visite depuis 1935. La visite guidée, permet de découvrir le rez-de-chaussée, une chapelle du XVIIe siècle, une cuisine médiévale, un salon d'apparat et deux chambres, dont l'une fut occupée par le roi Louis XIII en 1622. Ce château offre de nombreuses manifestations de juin à septembre, notamment une fête médiévale le troisième week-end de juillet.

### Patrimoine culturel

#### Musée Histoire de la galoche
La commune héberge un musée municipal dénommé « Histoire de la Galoche ». Ce musée est un lieu de mémoire, qui comprend la reconstitution d'un atelier d’un galochier, mais aussi consacré à la fabrication des chaussures à semelles de bois,, ce qui en fait un site consacré à cette profession, unique en France.

### Manifestations locales
La fête de la Galoche et des Savoir-faire est organisée à Val-de-Virieu. L'édition de 2022 qui présente de nombreuses activités artsisnales et culturelle, ainsi qu'une visite du donjon du château de Virieu s'est déroulée les 2 et 3 juillet,.

### Personnalités liées à la commune
- Le peintre néerlandais Johan Barthold Jongkind, qui a peint de nombreux paysages de la vallée, ce qui donne lieu aujourd'hui à un itinéraire touristique.
- Le peintre régional Pierre Bonnard.
- La peintre Stéphanie de Virieu, qui fut une élève du peintre Jacques-Louis David.
- Le poète Alphonse de Lamartine, grand ami d'Aymon de Virieu qui fut son premier éditeur.
- François-Henri de Virieu, journaliste et chroniqueur politique sur Antenne 2, créateur et présentateur de l'émission « l'Heure de Vérité ».
- Le peintre Pierre Giacomino

### Héraldique
|  | Val-de-Virieu possède des armoiries dont l'origine et le blasonnement exact ne sont pas disponibles. |